# Adoleszenz

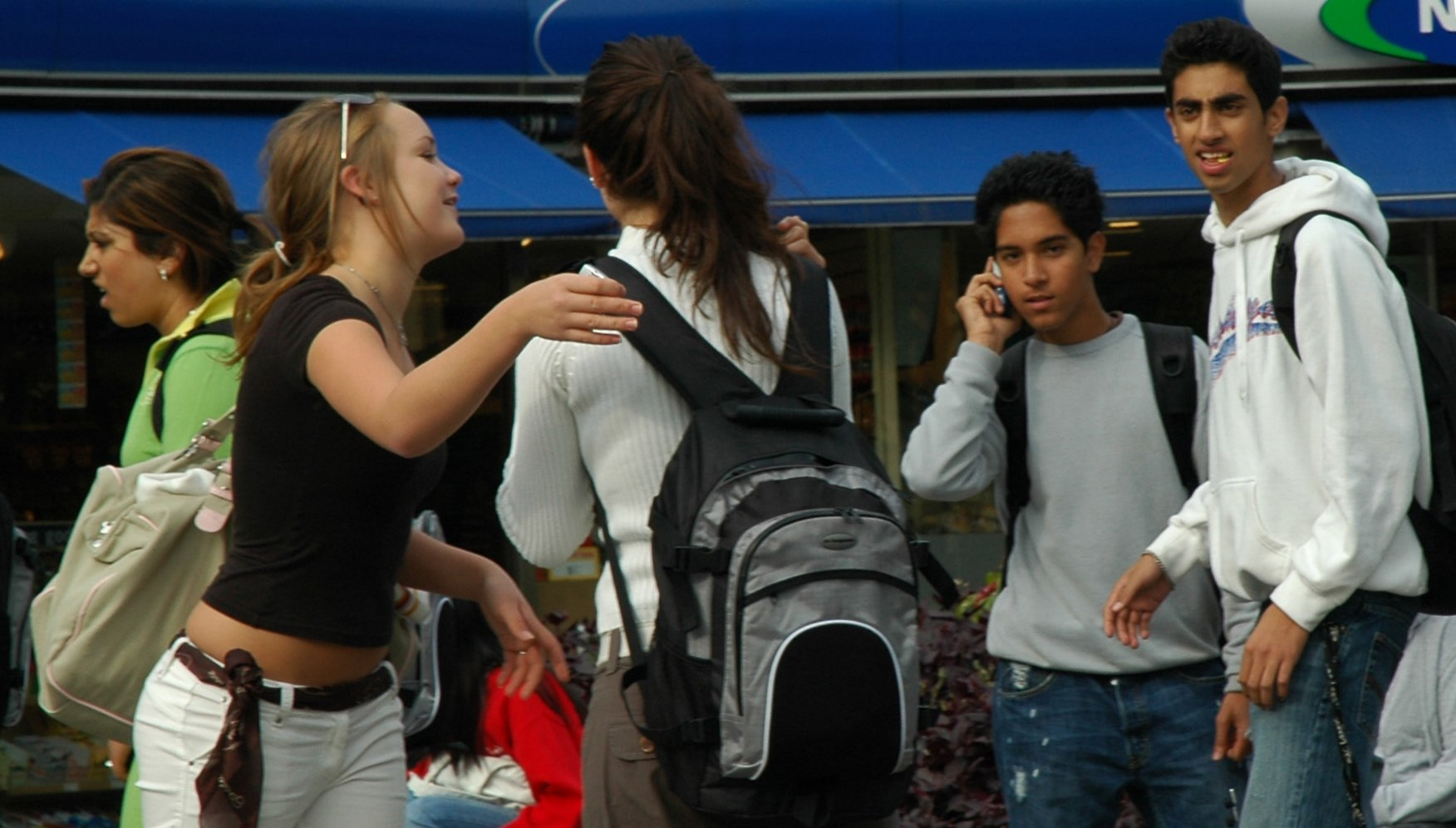
Junge Menschen in der Adoleszenz

Als Adoleszenz (lateinisch adolescere „heranwachsen“) wird in der Entwicklung des Menschen der Zeitraum von der späten Kindheit über die Pubertät bis hin zum vollen  Erwachsensein bezeichnet. Die Adoleszenz unterscheidet sich also qualitativ sowohl von der Kindheit als auch vom Erwachsenenalter. Der Begriff steht für den Zeitabschnitt, währenddessen eine Person biologisch gesehen fortpflanzungsfähig wird und an deren Ende sie körperlich nahezu ausgewachsen und emotional wie sozial weitgehend gereift ist.
Die Adoleszenz ist auch neben anderen Entwicklungsabschnitten ein Betrachtungs- und Forschungsgegenstand der Entwicklungspsychologie. Der Adoleszenzbegriff ist in der deutschen Sprache kein Bestandteil der Alltagssprache, sondern wird im Gegensatz zum angloamerikanischen Sprachgebrauch vorwiegend als wissenschaftlicher Begriff genutzt.

## Die Entstehung des Adoleszenzbegriffs
Adoleszenz ist ein Produkt der Moderne, das man historisch aus der Geschichte des 20. Jahrhunderts betrachten muss, da hier die Unbestimmtheit individueller Lebensläufe sichtbar wurde. Die soziale Herkunft tritt in den Hintergrund und der bevorstehende Lebensabschnitt ist durch Entscheidungen geprägt, wie der „Wahl“ des Bildungsweges. Diese Entscheidungen gehen einher mit den sich vollziehenden und schwerwiegenden Veränderungen, wie die Trennungs- und Neuorientierungsprozesse in Bezug auf die Elterngeneration sowie auf die Gleichaltrigengruppe.

## Veränderungen
In der Adoleszenz macht der Mensch wichtige physische wie auch psychische Entwicklungsprozesse durch. Er erreicht zu Beginn im Teilabschnitt der Pubertät die Geschlechtsreife und es kommt über diesen Abschnitt hinaus im Verlaufe einer bedeutenden Hirnentwicklung zu einer grundlegenden Reorganisation des Gehirns. In der psychischen Entwicklung soll unter anderem eine emotionale Unabhängigkeit von den Eltern entwickelt und eine Akzeptanz der eigenen Erscheinung erreicht werden (Phänotyp, Aussehen, Autonomie).

## Abgrenzung zur Pubertät
Der Pubertätsbegriff wird vor allem in der Biologie verwendet und bezeichnet körperliche Veränderungs- und Reifeprozesse mit dem Ziel der Fortpflanzungsfähigkeit. Jedoch beginnt die Pubertät, besonders bei Mädchen, in einem Alter, in dem sich noch nicht von Jugend sprechen lässt. Die Begriffe Adoleszenz und Pubertät beschreiben teils zwar den gleichen Lebensabschnitt, jedoch ist zum einen sowohl die wissenschaftliche Disziplin abweichend als auch der hier gemeinte Lebensabschnitt, da die Pubertät bereits vor der Lebensspanne der Jugend beginnt und die Adoleszenz erst später ansetzt.

## Zeitspanne
Welche Altersspanne als Adoleszenzphase angesehen wird, unterscheidet sich zwischen den Kulturen. In den USA wird der Beginn der Adoleszenz bei dem der Pubertät angesiedelt: Beginnend mit Vollendung des 13. Lebensjahrs endet sie mit Vollendung des 19. Lebensjahrs. Von den Endungen der englischen Zahlwörter „thirteen“ bis „nineteen“ leitet sich der Begriff Teenager ab. In Mitteleuropa versteht man unter der Adoleszenzphase – je nach Entwicklungsstadium – meist den Zeitraum zwischen 16 und 24 Jahren. Im Gegensatz dazu definiert die Weltgesundheitsorganisation (WHO) die Adoleszenz als die Periode des Lebens zwischen 10 und 20 Jahren. Im deutschen Strafrecht ist Jugendlicher, wer zur Zeit der Tat 14, aber noch nicht 18, Heranwachsender, wer zur Zeit der Tat 18, aber noch nicht 21 Jahre alt ist (§ 1 Abs. 2 Jugendgerichtsgesetz).

## Soziologische Betrachtung
Granville Stanley Hall führt in seinem Werk Adolescence aus, dass Adoleszenz vornehmlich aus der Betrachtung der medizinischen und später psychologischen Wissenschaft entsprungen sei. Adoleszenz wird aus dieser Richtung als eigenständige und besonders anfällige Phase emotionaler, moralischer und intellektueller Entwicklung angesehen, welche nur durch die Führung von Erwachsenen erfolgreich durchlaufen werden könne. Dieses Konzept einer Lebensphase zwischen Kindheit und Erwachsenen dient als Grundlage einer neuen institutionellen und räumlichen Ordnung, die das Leben der Jugend im 20. Jahrhundert geprägt hat.
Adoleszenz ist mehr ein Moratorium als eine Statuspassage, deren Qualität sowohl für das Individuum als auch für soziale Strukturen entscheidend ist. Hierbei stehen gesellschaftliche und individuelle Wandlungs- und Transformationsprozesse im Mittelpunkt. Das Individuum muss sich innerhalb des Raumes individuieren. Das Subjekt muss sich also vom Kindsein ablösen, etwas Eigenes hervorbringen und sich gegenüber der Elternposition neu ausrichten. Man ist nicht mehr so stark in familiale Zusammenhänge eingebunden, übernimmt jedoch noch nicht die Rolle eines Erwachsenen, nämlich die vollgültige Wahrnehmung gesellschaftlicher Aufgaben. Es werden Rechte und Möglichkeiten eröffnet, wie die Teilhabe am Konsumwarenmarkt, und zugleich werden Pflichten und Zwänge auferlegt. Die Individualisierung des Subjekts verhilft, um sich auf einer neuen Ebene gegenüber der Elterngeneration zu bewegen sowie zur Handlungsfähigkeit.
Die Ausweitung der Adoleszenz lässt sich auf die immer komplexeren und heterogenen Ansprüche der modernen Gesellschaft zurückführen, da hierbei mehr Zeit zur Orientierung benötigt wird. Mithin bleibt die ökonomische Abhängigkeit des Adoleszenten länger bestehen. Fraglich ist hierbei, welche Bedeutung dies für Anerkennungserfahrungen auf unterschiedlichen Ebenen haben kann – man muss die eigene Unabhängigkeit innerhalb der Abhängigkeit von den Eltern entwickeln. Zugleich ist dieses Konstrukt notwendig, um nicht in einer kindlichen Bindung an die Eltern zu verbleiben, um sich zu erproben und zu testen.

## Adoleszenztheorie – G. Stanley Hall
Das erste theoretische Konzept geht auf den Psychologen und Pädagogen Granville Stanley Hall zurück. Dieses Konzept stellt ebenfalls den ersten wissenschaftlichen Beitrag zur Erklärung der Lebensphase Jugend dar.
Im Jahr 1901 entwickelte Hall im Rahmen eines Sommerferienkurses an der Clark University zentrale Aspekte seiner Adoleszenztheorie. Zum einen konzentrierte er sich auf die Thematik Wachstum, körperliche Reifung, Geschlechtsreife und Menstruation sowie auf die Wirkung von Wachstumsprozessen auf die Jugendlichen. Den zweiten zentralen Aspekt stellt die Erziehung von Mädchen und Jungen und die Psychologie der Liebe etc. dar. Hall strukturierte seine theoretischen Ausführungen und pädagogischen Überzeugungen anhand eines spezifischen Entwicklungsmodells. Seine „Biogenetische Rekapitulationstheorie“ sieht den individuellen Reifeprozess des Menschen als Abbild beziehungsweise Wiederholung (Rekapitulation) der Entstehungsgeschichte der Menschheit, indem die Individualentwicklung eines Lebewesens und damit auch des Menschen immer auch frühere Stufen der Stammesgeschichte wiederholt: „Die körperliche und psychische intrauterine und postpartale Kindheitsentwicklung wiederholt die Geschichte der Stammesentwicklung von Mensch und Tier“.
Sie beruht auf der Evolutionstheorie von Charles Darwin und der daraus abgeleiteten Biogenetischen Grundregel von Ernst Haeckel. Im Unterschied zu beiden wandte Hall die Denkfigur der Rekapitulation aber systematisch auf die psychische Entwicklung an. Er ging davon aus, die psychische Entwicklung des Kindes und des Jugendlichen sei jeweils mit einer früheren Stufe der Menschheitsentwicklung zu vergleichen. Die Adoleszenz komme einer zweiten Geburt gleich und solle zu einer Vervollkommnung des Menschen führen.
Wie Rousseau verband Hall sein wissenschaftliches Interesse mit Gesellschaftskritik, indem er sich mit der Ethik und Religion und mit der Frage nach den Aufgaben der Wissenschaft gegenüber diesen befasste. Jedoch legte Hall, im Gegensatz zu Rousseau, den Schwerpunkt auf die psychische Reifung und übertrug die Theorie der Evolution auf das psychologische Feld, um den wissenschaftlichen Ansprüchen der modernen Welt gerecht zu werden. Die Entwicklungsprozesse werden gemäß Hall von einer Art „biologischen Uhr“ gesteuert. Sie sind universell und unvermeidbar, soziokulturelle Variablen haben keinen Einfluss auf die Entwicklungsprozesse und ihre Richtung ist determiniert.
Darüber hinaus unterscheidet Hall vier verschiedene Entwicklungsstufen. Frühe Kindheit: Kinder im Alter bis 4 Jahren entwickeln die sensomotorische Fähigkeit zur Selbsterhaltung. Kindheit: Im Alter von 4 bis 8 Jahren folgen Tätigkeiten wie Verstecken-Spielen, Fangspiele oder Höhlenbau. Diese Stufe entspricht geschichtlich der Zeit der Jäger und Sammler. Die Jugend im Alter von 8 bis 12 Jahren korrespondiert mit der beginnenden Zivilisation, da vorgelebte Strukturen übernommen werden. Die letzte Stufe der Adoleszenz vollzieht sich in einem Alter zwischen 11/13 Jahren und 22/25 Jahren. In dieser Zeit setzt sich die Jugend bis zum Erwachsenenalter fort. Der Entwicklungsprozess wird vollendet.
Hall war der Überzeugung, dass zwischen den Entwicklungsphänomenen im Kindheits- und Jugendalter genau unterschieden werden kann und muss. Des Weiteren könne die Rekapitulationsphase neue Erkenntnisse über die psychologische Entwicklung des Menschen liefern, und pädagogische Fehler könnten vermieden werden. Denn laut Hall sollten verschiedene Stufen der psychologischen Entwicklung das pädagogische Handeln leiten. Hall beschäftigte sich ebenso stark mit der Unterscheidung der biologischen, psychologischen, physiologischen Aspekte der Sexualität im Jugendalter, in weiblicher und männlicher Form. Der Wissenschaftler wollte nachweisen, dass die Sexualität ein wesentlicher Bestandteil der „normalen“ jugendlichen Entwicklung ist. Hall integrierte die Sexualität als ein Entwicklungsphänomen in der Jugendphase. Denn diese ist einflussreich für die gesamte soziale und psychische Entwicklung des Jugendlichen.
Hall forderte zur Förderung einer guten Entwicklung die Herstellung einer geeigneten Umgebung. Dies begründet er ebenso mit dem rekapitulationstheoretischen Entwicklungsmodell. Die Umgebung des Kindes sollte stets der jeweiligen Stufe der Menschheitsgeschichte angepasst werden. Hall problematisierte die Gefahr einer zu frühen Auseinandersetzung mit nicht altersgemäßen Phänomenen. In politischer Hinsicht vertrat Hall die Meinung, dass zu keiner Zeit die Gefährdung so groß gewesen sei, wie in der Gegenwart der USA. Eine Schlussfolgerung lautet, dass die USA ihre politischen Werte und ihre Kultur aus der französischen Revolution Ende des 18. Jahrhunderts übernommen haben, wobei Hall sich auf der Annahme stützt, dass Krisen als universelle Entwicklungskriterien gelten. Historisch gesehen hatte das Land somit keine Kindheit und Jugend. Laut Hall stellt dies eine Gefahr für die amerikanische Jugend dar; insbesondere die Gefahr, dass die Nation Entwicklungsstufen überspringt.
Aus heutiger Sicht ist Halls Jugendtheorie weitgehend überholt. Der Grund dafür ist die stetige Anwendung der Rekapitulationsthese auf psychische, physische, moralische, soziale und historische Entwicklung. Jedoch besitzt sie einen großen historischen Wert und dient zum Verständnis der jugendtheoretischen Überlegungen in der ersten Hälfte des 20. Jahrhunderts.